# Beňatina
Beňatina (hongrois : Vadászfalva) est un village de Slovaquie situé dans la région de Košice.

## Histoire
Première mention écrite du village en 1333.

## Démographie

### Évolution de la population
| Année:               | 1994. | 2004.    | 2014.    | 2024.    |
| -------------------- | ----- | -------- | -------- | -------- |
| Nombre de personnes: | 300   | 257      | 197      | 168      |
| Différence:          |       | -14,33 % | -23,34 % | -14,72 % |

| Année:               | 2023. | 2024.   |
| -------------------- | ----- | ------- |
| Nombre de personnes: | 170   | 168     |
| Différence:          |       | -1,17 % |

## Politique
| Nom           | Parti politique         | Date de l'élection | Fin du mandat |
| ------------- | ----------------------- | ------------------ | ------------- |
| Andrej Petrúň | ĽS-HZDS,SNS,KDH,SDKÚ-DS | 02.12.2006         | Déc. 2010     |